# Basholmen
Basholmen est une île de Norvège dans le comté de Hordaland. Elle appartient administrativement à Øygarden.

## Géographie
Entièrement rocheuse et couverte d'une légère végétation, elle s'étend sur environ 150 m de longueur pour une largeur approximative de 65 m.